# Lipobranchus jeffreysii
Lipobranchus jeffreysii är en ringmaskart som först beskrevs av McIntosh 1869.  Lipobranchus jeffreysii ingår i släktet Lipobranchus och familjen Scalibregmatidae. Inga underarter finns listade i Catalogue of Life.